# Cayaponia citrullifolia
Cayaponia citrullifolia är en gurkväxtart som först beskrevs av August Heinrich Rudolf Grisebach, och fick sitt nu gällande namn av Célestin Alfred Cogniaux och August Heinrich Rudolf Grisebach. Cayaponia citrullifolia ingår i släktet Cayaponia och familjen gurkväxter. Inga underarter finns listade i Catalogue of Life.